# 高屋温泉
高屋温泉（たかやおんせん）は、宮崎県西都市にある温泉（鉱泉）。

## 概要
西都市南部の山あいに、日帰り入浴も扱う一軒宿の「高屋温泉」が存在する。同地は天正遣欧少年使節として活躍した伊東マンショの生誕地でもある。
伊東もこの鉱泉を飲んでいたという記録が残っている。開湯のきっかけはこの鉱泉で傷を負った鹿がこの湯で癒したという説がある。しかし、実際の旅館創業は昭和初期である。

## 温泉データ
- 泉質：含ヨウ素-ナトリウム-塩化物冷鉱泉
  - 泉温：18℃
  - ph：7.3
- 源泉温度が低いため、40℃に加温している。飲泉。
- 効能：神経痛・筋肉痛・関節痛・五十肩・運動麻痺・関節のこわばり・うちみ・くじき・慢性消化器病・痔疾・冷え性・病後回復期・疲労回復・健康増進・きりきず・やけど・万性皮膚病・虚弱児童・慢性婦人病

## アクセス
- JR日豊本線佐土原駅から車で約21分。

- 東九州自動車道西都ICから国道219号経由、車で10分。

## 周辺情報
- 都於郡城跡
- 西都原古墳群